# Lamseunia
Lamseunia is een bestuurslaag in het regentschap Aceh Besar van de provincie Atjeh, Indonesië. Lamseunia telt 240 inwoners (volkstelling 2010).